# Mirosław Cygan
Mirosław Wojciech Cygan (ur. 24 sierpnia 1965 w Gdańsku) – polski lekkoatleta, trener lekkiej atletyki, koszykówki, przygotowania motorycznego w grach sportowych.

## Kariera zawodnicza
Zawodnik specjalizujący się w biegach na 400 m. Wychowanek AZS AWF Gdańsk, jego pierwszym trenerem był trener klasy mistrzowskiej Józef Panek. Jako senior reprezentował barwy WKS Flota Gdynia.

## Kariera trenerska

### Koszykówka
W latach 1996–1999 rozpoczął pracę jako trener motoryki w niemieckim klubie VfL Bochum (koszykówka, lekka atletyka, piłka nożna). W latach 2000–2008 pracował w klubie Prokom Trefl Sopot, gdzie asystował jako trener przygotowania motorycznego Eugeniuszowi Kijewskiemu i Tomasowi Pačėsasowi. Od 2008 do 2010 roku prowadził treningi w klubie PBG Basket Poznań.
W roku 2010 został trenerem przygotowania ogólnego w SMS PZKosz Władysławowo, gdzie pracuje do dziś.
Od 2009 Mirosław Cygan jest zatrudniany jako trener przygotowania motorycznego w szkoleniu centralnym PZKosz (2008 – Kadra U-20, 2009–2011 Kadra Seniorów, 2015 – Kadra U-16, od 2015–2017 Kadra Seniorek); 2018 trener przygotowania fizycznego U-18). W latach 2007–2010 członek amerykańskiego stowarzyszenia trenerów kondycyjnych (National Strength and Conditioning Association (NSCA).  Od roku 2015 jest trenerem motorycznym grup młodzieżowych Asseco Arka Gdynia osiągając z drużynami liczne sukcesu podczas Mistrzostw Polski Juniorów.
W 2018 roku rozpoczął współpracę z niemieckim klubem kobiecej koszykówki HTC Herne zdobywając z tą drużyną pierwsze w historii tego klubu Mistrzostwo Niemiec. 

### Siatkówka
W latach 2012–2014 przygotowywał zespół piłki siatkowej kobiet Atom Trefl Sopot, co zaowocowało współpracą z Reprezentacją Polski Seniorek (2013–2014).

### Lekkoatletyka
W latach 2011–2012 współpracował jako trener motoryki z Krzysztofem Kaliszewskim i Anitą Włodarczyk (rzut młotem).

## Sukcesy klubowe

### Koszykówka
Mistrzostwo Polski:
- Mistrz Polski[23] 2004[24], 2005, 2006, 2007, 2008,
- Wicemistrz Polski[25] 2002, 2003
- Brązowy medalista MP 2001

Puchar Polski:
- Zwycięzca 2001, 2006, 2008

FIBA EuroCup Challenge:
- Finalista 2003[26]

Euroliga:
- Top-16 2004/2005, 2006/2007

Rozgrywki młodzieżowe:
- Mistrz Polski Juniorów (U-20) 2016, 2018, 2020[27]
- Wicemistrz Polski Juniorów (U-20) 2019[28]
- Wicemistrz Polski Juniorów (U-18) 2018

Sukcesy zagraniczne:
- Mistrz Niemiec 2019 (HTC Herne)[29]
- Puchar Niemiec  2019 (HTC Herne)[30]

### Siatkówka
Mistrzostwo Polski:
- Mistrz Polski 2013[31]
- Brązowy medalista MP 2014[32]

## Sukcesy reprezentacyjne

### Koszykówka
- Mistrzostwa Europy: 2009[33], 2011[34]
- Mistrzostwa Europy Juniorów (Finał Dywizja B) U-16 – 2015

### Siatkówka
- Mistrzostwa Europy: 2013
- World Grand Prix: 2013[21], 2014[35]
- Liga Europejska:  Brązowy medal w Lidze Europejskiej 2014[36]

### Lekkoatletyka
Mistrzostwa Europy:
- Mistrzostwo Europy 2012 (współpraca jako trener motoryki z Anitą Włodarczyk i Krzysztofem Kaliszewskim)

Igrzyska Olimpijskie:
- Mistrzostwo olimpijskie Londyn 2012 (współpraca jako trener motoryki z Anitą Włodarczyk i Krzysztofem Kaliszewskim)

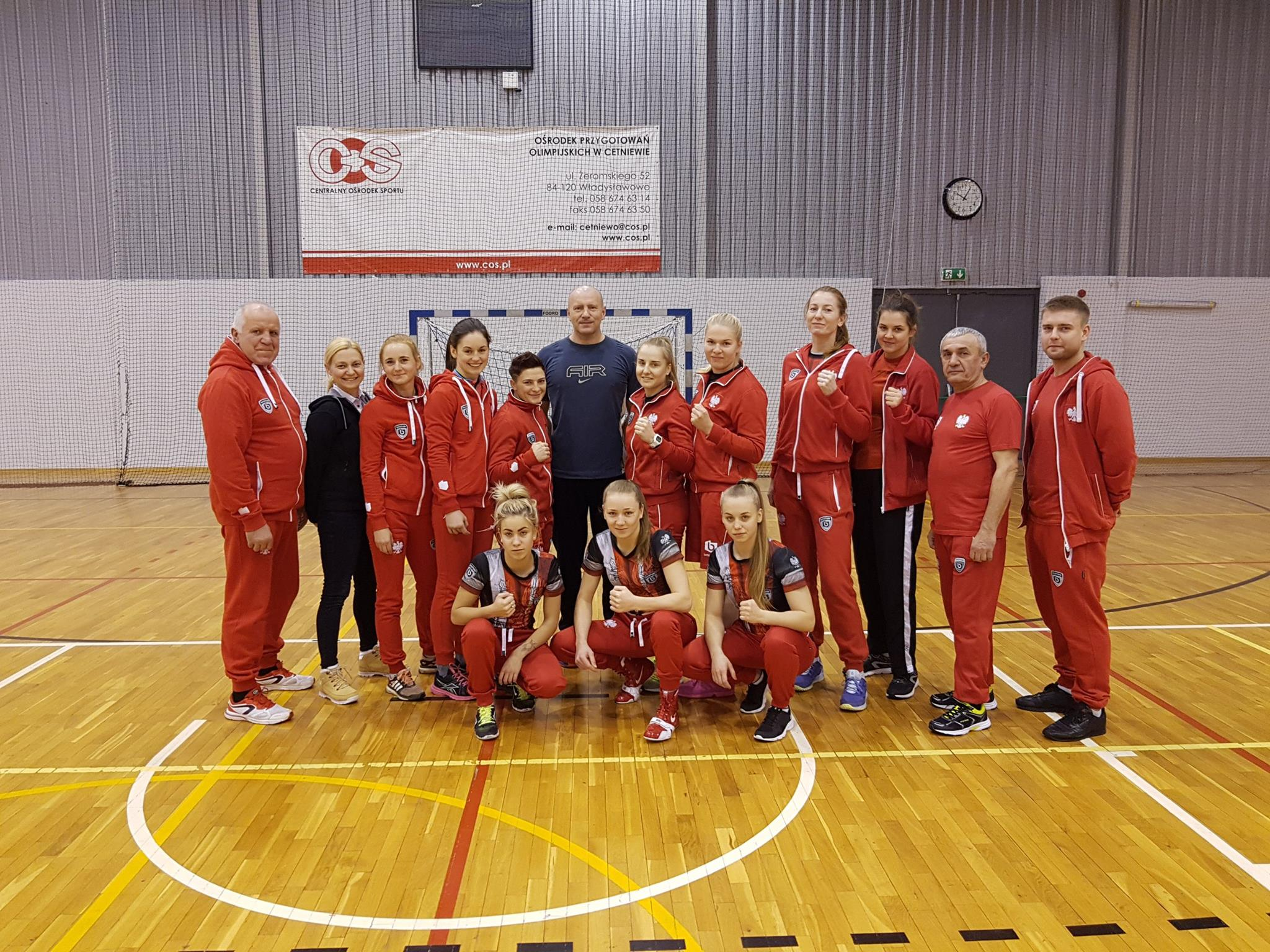
Kadra boksu seniorek 12.2017
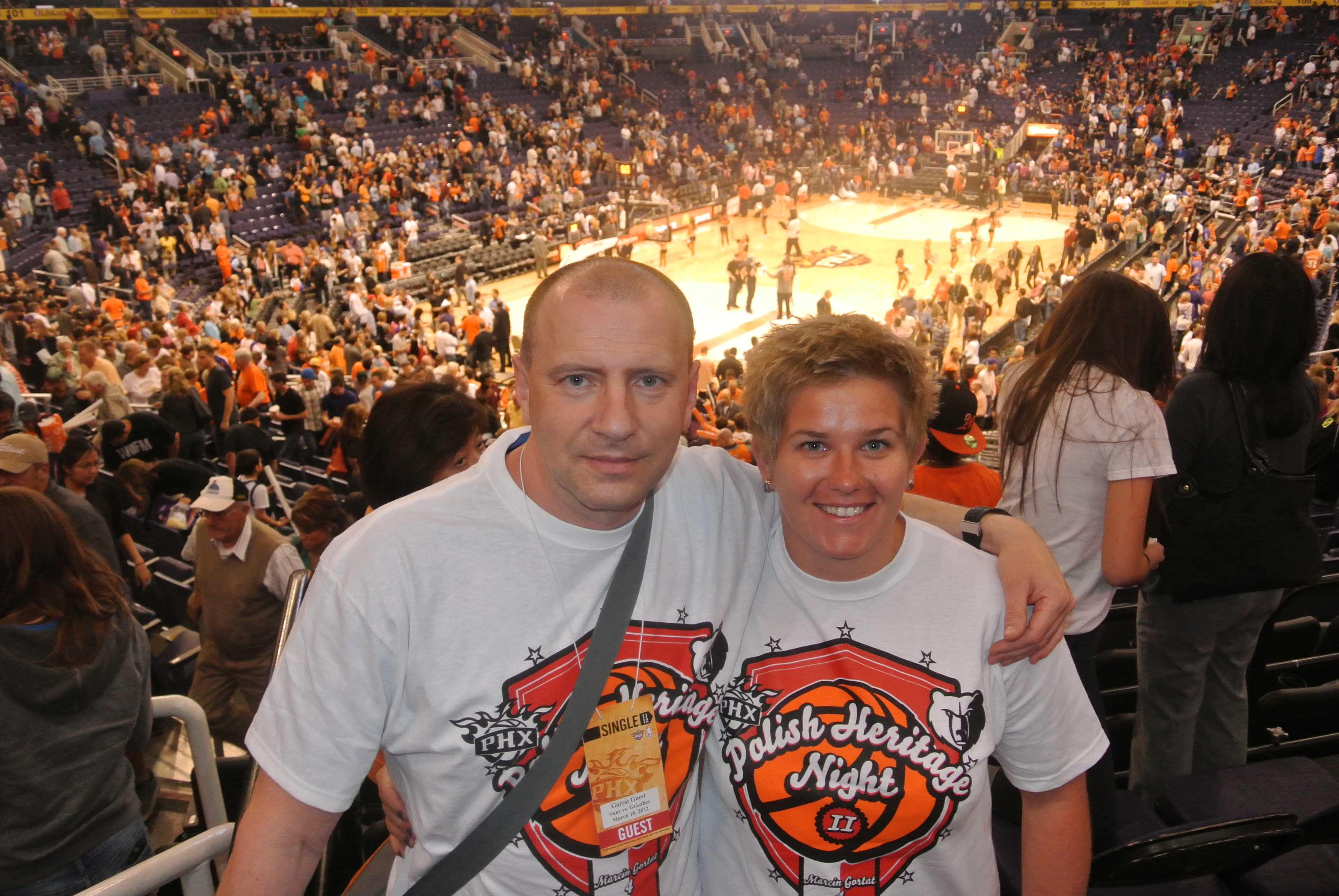
Phoenix USA
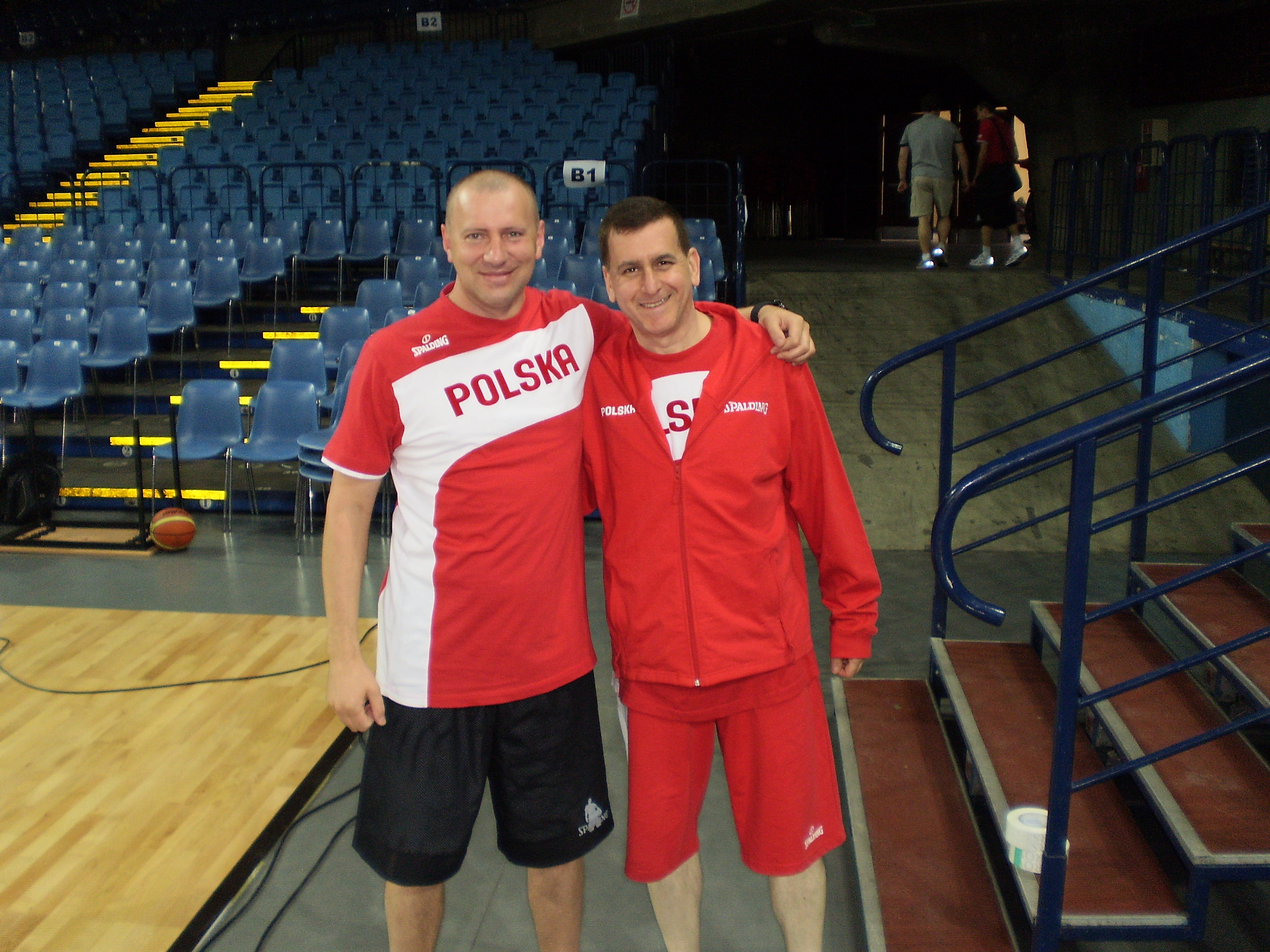
Mistrzostwa Europy 2009
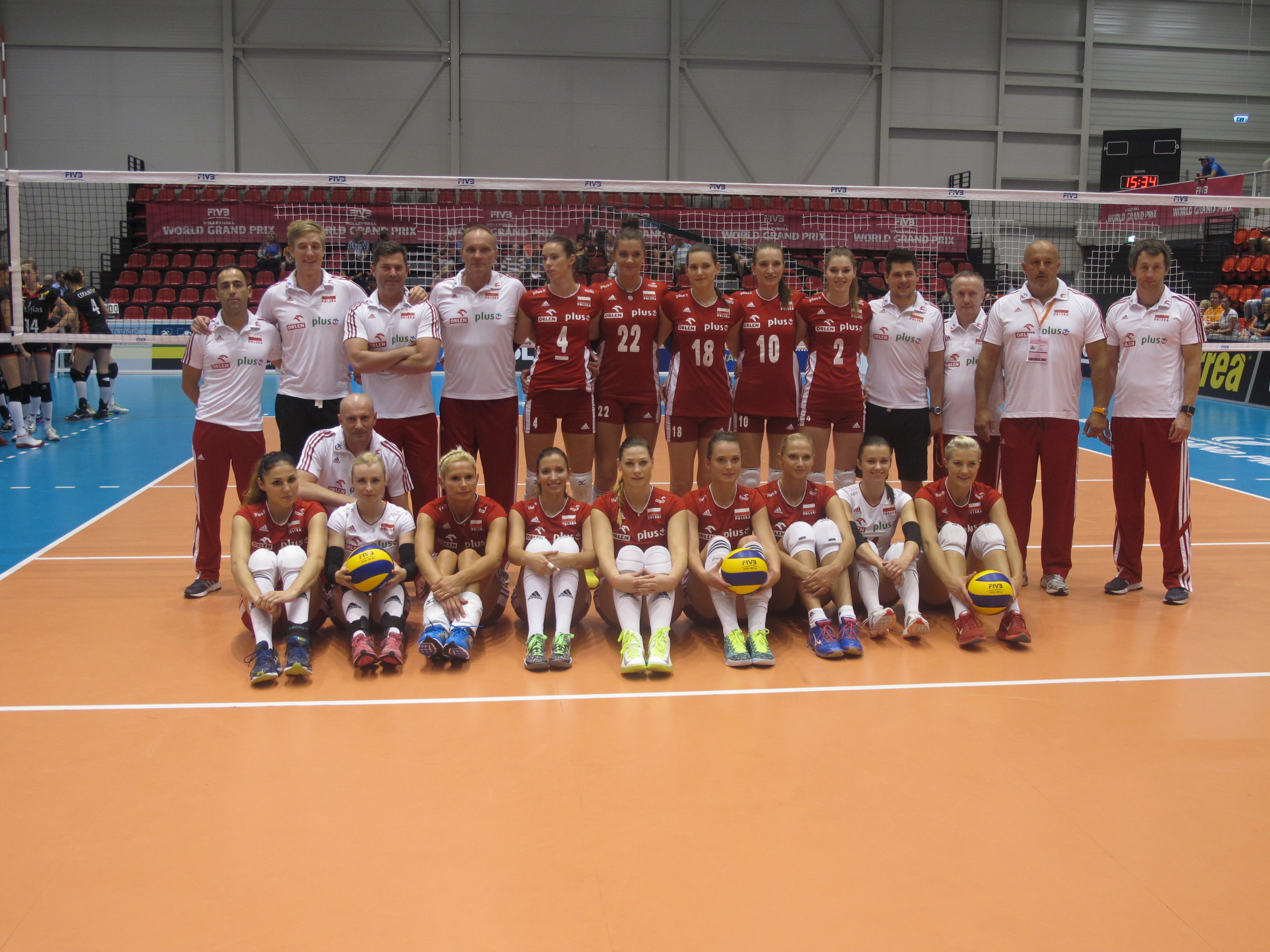
Kadra siatkarek
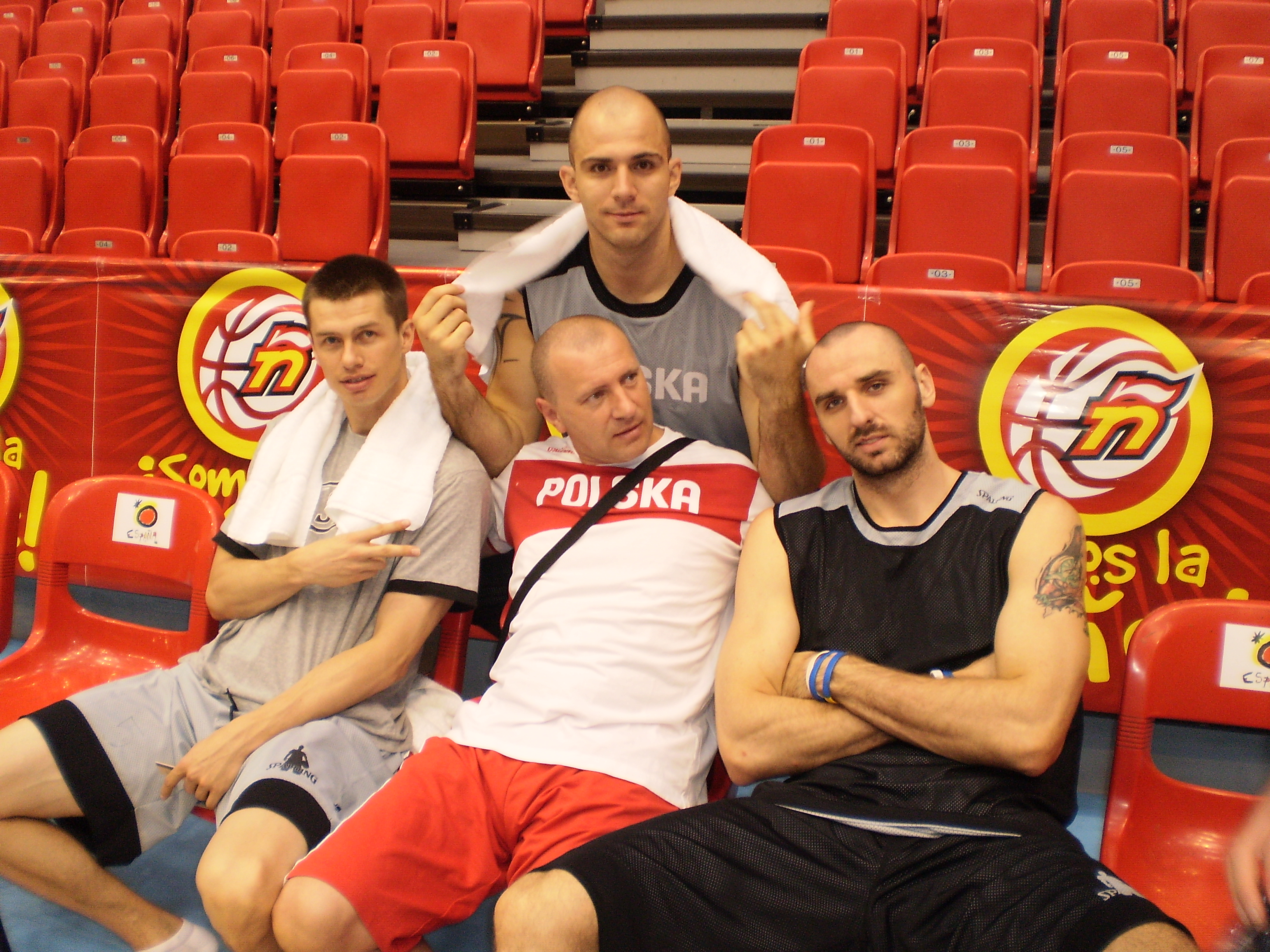
Basket Hiszpania 2009
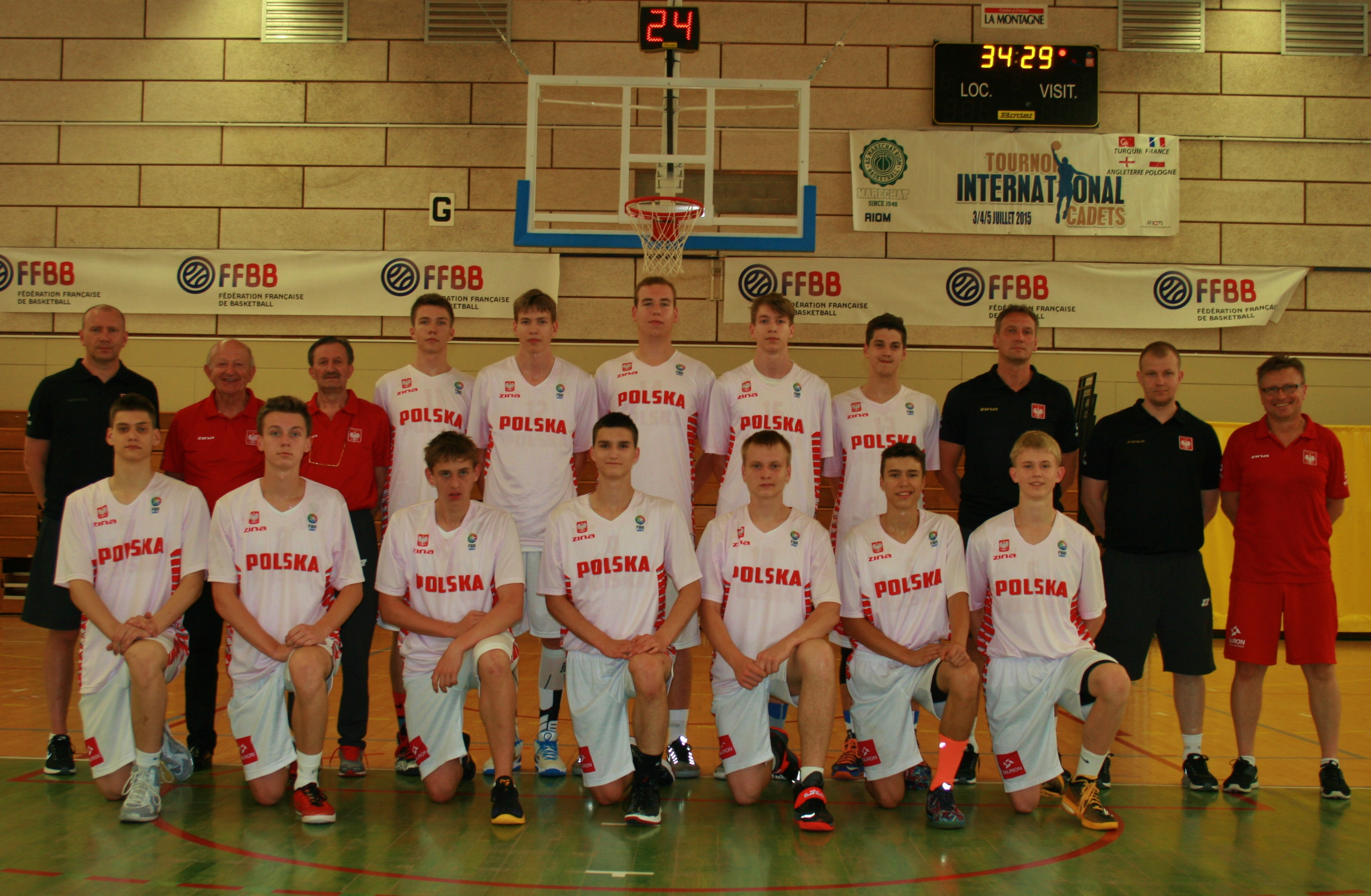
Kadra U-16 2015

## Działalność polityczna
Przystąpił do Sojuszu Lewicy Demokratycznej. W wyborach parlamentarnych w 2019 był kandydatem tej partii do Sejmu. [dostęp 2020-03-26].